# シミター氷河
シミター氷河（Scimitar Glacier）とは、北アメリカ大陸の西部に存在する、山岳氷河（mountain glacier）に分類される氷河の1つである。おおよそ北緯48度06分58秒、西経121度07分45秒に位置する

。
この場所はアメリカ合衆国のワシントン州に属する。付近に存在する氷河と同様に、このシミター氷河もまた後退しつつある（融解して消失しつつある）状況にある

。
シミター氷河は、1850年から1946年の間に約1600m後退（融解して消失）した。しかし、その後1980年くらいまでは、たまたま付近の気温が低かったり、たまたま降雪量が多かったりした関係で、約530m長くなった。なお、それ以降は基本的に常に後退を続けているものの、2005年だけは、この年に氷河の末端部となっていた部分の氷がたまたま厚かったので、氷河の長さ自体に変化は起きなかった

。
以上のように長さが変化している氷河なのであくまで参考値に過ぎないが、シミター氷河の2012年現在の長さは、約2.3kmほどであった。